# Titularbistum Sozopolis in Pisidia
Sozopolis in Pisidien (ital.: Sozopoli di Pisidia) ist ein Titularbistum der römisch-katholischen Kirche. 
Es geht zurück auf das frühere Bistum der antiken Stadt Apollonia, in der Spätantike Sozopolis, in der kleinasiatischen Landschaft Pisidien bzw. Phrygien in der heutigen Türkei. Es gehörte der Kirchenprovinz Antiochia in Pisidien an.
| Titularbischöfe von Sozopolis in Pisidien |                       |                                                      |                  |                   |
| Nr.                                       | Name                  | Amt                                                  | von              | bis               |
| 1                                         | Franciscus Laynez SJ  | Koadjutorbischof von São Tomé von Meliapore (Indien) | 7. November 1707 | 24. November 1708 |
| 2                                         | Gherardo Cortenovis B | Apostolischer Vikar von Ava und Pegù (Myanmar)       | 28. Januar 1778  | 1780              |